# 福岡市立城南中学校
福岡市立城南中学校（ふくおかしりつじょうなんちゅうがっこう）は、福岡県福岡市城南区茶山六丁目にある市立中学校。令和3年4月時点で、福岡市内でも数少ない、生徒数が1000名を超える大規模校である。

## 沿革
- 1961年（昭和36年） - 開校
- 1965年（昭和40年）- 体育館兼講堂竣工、中庭完成
- 1968年（昭和43年） - 梅林分校を設置
- 1969年（昭和44年） - 梅林分校を梅林中学校として分離
- 1973年（昭和44年） - プール完成
- 1982年（昭和57年）- 福岡県教育文化功労賞受賞、PTA文部大臣賞受賞
- 1983年（昭和58年）- 武道場竣工
- 2004年（平成16年）- はばたき学級新設
- 2008年（平成20年）- 木造旧校舎解体
- 2010年（平成22年）- 開校50周年
- 2016年（平成28年）- 各教室エアコン設置

## 通学区域
城南区の以下の区域。
- 田島2丁目の一部
- 茶山1 - 6丁目（全丁目全域）
- 別府1 - 7丁目（全丁目全域）
- 別府団地
- 城西団地
- 荒江団地
- 荒江1丁目（城南区域全域）
- 飯倉1丁目（城南区域全域）
- 七隈1,2丁目全域、3丁目の一部

別府小学校、城南小学校の通学区域全域と、田島小学校の通学区域の一部。城南区の北部一帯にあたる。
学校の約150m北側を国道202号が通る。

### 校区内の主な施設
- 福岡市立別府小学校
- 福岡市立城南小学校
- 福岡県立城南高等学校
- 中村学園大学・中村学園大学短期大学部
- 福岡市地下鉄七隈線別府駅・茶山駅・金山駅
- 福岡市立城南体育館
- 別府団地
- 城西団地
- 荒江団地

### 校区が隣接する中学校
- 福岡市立城西中学校
- 福岡市立友泉中学校
- 福岡市立梅林中学校
- 福岡市立百道中学校
- 福岡市立高取中学校
- 福岡市立原中学校
- 福岡市立原中央中学校

## 生徒数・学級数
生徒数：990名（1年生333名、2年生330名、3年生326名、はばたき学級11名）
学級数：２９学級（1学年８学級、2学年８学級、3学年10学級、はばたき学級3学級）

## 校歌
- 作詞：脇太一
- 作曲：安永武一郎

## 部活動
- 運動部 - 野球、陸上、ラグビー、テニス（男女）、バスケットボール（男女）、バレーボール（女）、バドミントン（男女）、剣道（男女　孫正義氏設立。)
- 文芸部 - 吹奏楽、美術、放送

サッカー部、水泳部、卓球部は存在せずラグビー部が設置されている。

### 主な実績
- 女子バドミントン部 - 1992年、 全国大会準優勝
- 男子陸上部 - 2001年、全国大会優勝
- 男子陸上部 - 2009年、九州駅伝大会準優勝
- ラグビー部 - 2009年、九州大会優勝
- 男子陸上部 - 2010年、 全国駅伝大会6位入賞
- ラグビー部 - 2010年、全国大会3位入賞
- 男子陸上部 - 2013年、 全国駅伝大会3位入賞
- 吹奏楽部 - 2018年、コンクール全国大会初出場
- 吹奏楽部 - 2019年、コンクール全国大会金賞
- 吹奏楽部 - 2021年、コンクール全国大会銀賞
- 吹奏楽部 - 2022年、コンクール全国大会金賞
- 吹奏楽部 - 2023年、コンクール全国大会銅賞

## 特色
近年では、中間テストの廃止、二学期制化などといった制度を取り入れている。

## 主な学校行事
- 1月
- 2月 学年末考査
- 3月 卒業式・修了式
- 4月 始業式
- 5月 体育祭
- 6月 期末考査
- 7月 終業式
- 8月 [[夏休み]・[始業式]]
- 9月 1年生自然教室・2年生職場体験
- 10月 2年生職場体験・合唱コンクール
- 11月 期末考査
- 12月 2年生修学旅行・終業式

## 主な出身者
- 田口浩司（アニメプロデューサー）
- 孫正義（ソフトバンクグループ社長）
- 渡辺浩弐（作家、デジタルメディア評論家）
- 村田亙（元ラグビー選手）
- 水野美紀（女優）
- 橋本環奈（女優）